# 층화표집
통계학에서, 층화표집(層化標集, Stratified sampling)은 모집단을 먼저 중복되지 않도록 층으로 나눈 다음 각 층에서 표본을 추출하는 방법이다. 층을 나눌 때 층내는 동질적(homogeneous), 층간은 이질적(heterogeneous) 특성을 가지도록 하면 적은 비용으로 더 정확한 추정을 할 수 있으며, 전체 모집단뿐만 아니라 각 층의 특성에 대한 추정도 할 수 있다는 장점이 있다. 각 층으로부터 표본을 추출할 때 단순임의 추출방법을 쓸 수도 있고 계통표집(systematic sampling) 등 다른 추출방법을 쓸 수도 있다. 또 필요에 따라 각 층을 다시 하위층으로 나누어 추출하는 다단계 층화 추출을 하기도 한다.

## 표본 정보의 중요성
층화추출법의 가장 중요한 점은 얼마만큼 표본의 정보를 근거로 모집단을 층화하고 분할된 각 층으로부터 독립적인 표본을 추출하느냐의 여부이다. 층화추출법의 적절한 표본추출을 위하여 각 층에 대한 정확한 정보가 필요하다. 정보가 없을 때에는 오차가 커지게 된다. 단순임의추출법과 달리 완전한 표본추출틀이 각 층별로 요구되고 각 층내에서 적절한 표본이 추출되어야 한다.

## 활용분야
층화추출법은 표본조사방법에서 실제적으로 가장 많이 이용되는 추출법이다. 단순임의추출의 단점을 보완하려는 목적 및 기타 다른 추출법과 비교하여 적은 비용으로 추정치를 다소 정확히 구할 수 있다. 때문에 모집단이 층화될 수 있는 정보를 가진 경우 층화추출법은 활용분야가 매우 넓은 표본추출법에 해당된다.

## 표본추출과정
표본추출과정에서 가장 중요한 것은 모집단의 층을 나누는 방법, 즉 층화 방법과 표본을 몇 개 추출하는가 여부이다.

### 제1과정: 모집단의 층화
1) 몇 개의 층으로 나눌 것인가
층에 대한 특별한 규정은 없으나 모집단의 층화가능한 정보에 따란 2개 이상의 층으로 나누면 된다. 이유는 층을 나누지 않으면 이는 단순임의 추출과 동일하기 때문에 차이를 두기 위한 것이다.
2) 층간 어떻게 나눌 것인가
층내부는 서로 동질적이고, 층간에는 서로 이질적이 되도록 층을 나누어야 한다. 효과적인 층화를 할 경우 단순임의 추출법보다 추정량의 오차가 적게 되어 추정의 정도를 높일 수 있다. 층간 서로 동질적이란 의미는 층화를 했을 때 각 층 내부에 있는 단위들의 값의 변동이 적다는 것을 뜻하며 이는 추정량의 분산이 작게 된다는 의미이다.

### 제2과정: 층별 목록 작성
모집단을 몇 개의 층으로 분류한 다음 각 층을 하나의 부모집단(sub-population)으로 생각하여 각층을 구성하고 있는 단위들을 대상으로 목록을 작성해야 한다. 각 층별로 배분된 표본을 단순임의추출에 의하여 추출해야 하기 때문에 목록 작성과정이 필요하다.

### 제3과정: 표본크기(n)를 결정
오차의 한계 또는 요구되는 추정치의 신뢰도를 만족하도록 표본크기를 결정해야한다. 표본에 있는 정보의 양은 표본의 크기에 의존하는데 표본의 크기가 증가함에 따라 오차의 한계는 줄어들게 되고 추정치의 신뢰도는 높아지게 된다.

### 제4과정: n개의 표본을 각 층별 배분
층화추출법에서는 모집단에서 추출되어야 할 표본의 크기가 결정되면 각 층별로 몇 개씩 추출해야하는지 문제가 된다. 이에 대하여 동일한 크기로 배분하는 동일배분법(equal allocation method), 각 층의 크기에 비례하여 표본을 배분하는 비례배분법(proportional allocation method)등 다양한 방법으로 표본을 각 층별로 배분한다.

### 제5과정: 각 층별 표본 추출
층화추출법에서 각 층별 배분된 표본을 단순임의추출의 방법으로 표본을 추출한다.

## 특징 및 장.단점

### 장점
1) 단순임의 추출보다 신뢰성이 높은 추정치를 구할 수 있다.
각 층을 동질적으로 묶어 층화함으로써 층화추출에서 구한 추정치의 분산이 단순임의추출법으로 구한 추정의 분산이 단순임의추출로 구한 추정치의 분산보다 적어지기 때문에 보다 신뢰성이 높은 추정치를 구할 수 있다.
2) 비용 절감 및 자료분석이 용이하다.
비용을 줄일 수 있음은 물론 자료정리나 분석이 용이한 이유는 층화추출에 의해 표본으로 선택된 단위만을 조사하기 때문이다.
3) 각 층에 대한 추정치를 부수적으로 구할 수 있다.
이는 각 층을 동일성을 갖는 집단으로 구분하여 층화하기 때문에 각 층이 하나의 대상이 되는 경우가 있다. 이러한 경우 각 층에 대한 부수적인 자료를 구할 수 있다.

### 단점
1) 방대한 모집단의 경우 목록작성의 어려움
모집단의 크기가 너무도 큰 경우 목록을 작성하는 경우는 표본 추출을 하는 것보다 어려울 때가 많다.
2) 정확한 정보 필요
적절하게 층을 나누기 위해서는 모집단 각 층에 대한 정확한 정보를 필요로 한다.
3) 층화의 어려움
층화추출에서 가장 중요한 층 내에 동질성과 층 간에 이질성을 갖추어야 하는 문제에서 이는 이론상으로는 쉬울 수 있으나 이를 실질적으로 층화하는 과정에서는 어려움을 동반하는 경우가 많다.

## 같이 보기
- 여론 조사

## 참고 문헌
- 이해용ㅣ이필용, 《표본조사입문》, 교우사, 2002, 133
- Richard L. ScheafferㅣWilliam Mendenhall lllㅣR. Lyman Ott , 《Elementary Survey Sampling》, Duxbury Advanced Series, 2006